# Vertrag von Corbeil
Mit dem Vertrag von Corbeil vom 11. Mai 1258 wurde ein Streit zwischen dem Königreich Frankreich und der Krone von Aragonien beendet und Nordkatalonien und Barcelona dem Pyrenäenstaat zugesprochen.
Der König von Frankreich Ludwig IX. verzichtete auf die für ihn praktisch wertlose Lehnshoheit über die Grafschaft Roussillon und Barcelona und erreichte, dass Jakob I. von Aragonien seine Erbansprüche auf die Grafschaft Toulouse und die Provence (nicht jedoch die Herrschaft Montpellier) aufgab.
Bis 1246 hatte Jakob I. versucht, im Zusammenwirken mit dem römisch-deutschen Kaiser Friedrich II. und Heinrich III. von England den Fortbestand des Grafenhauses von Toulouse zu retten und die Expansion der französischen Krone nach Süden einzudämmen.
Das Fernziel Jakobs I. richtete sich auf Sizilien und die nordafrikanische Küste (Förderung des Seehandels durch Schaffung des ersten Seerechts in Europa und weltweit: das Llibre del Consolat de Mar), kollidierte aber mit ähnlichen Plänen seines Schwiegersohns Alfons X. von Kastilien. Da beide nach Bedarf den Adel des anderen aufwiegeln konnten, hielten sie sich gegenseitig in Schach.
Der Vertrag sah auch die Heirat der Tochter von Jakob I., der aragonesischen Prinzessin Isabella von Aragón mit Ludwig (* 21. oder 24. Februar 1244; † 11. Januar 1260), dem Thronfolger von Ludwig IX., vor.